# Toksowo
Toksowo, (ros. Токсово) – osiedle typu miejskiego w obwodzie leningradzkim, położone 20 km na północ od Petersburga.
W latach trzydziestych na pobliskim poligonie NKWD pochowano ok. 30 000 ciał, m.in. prawdopodobnie prawosławnego teologa Pawła Fłorienskiego.
Działa tu skocznia narciarska Kawgołowo.